# Parlatoria marginalis
Parlatoria marginalis är en insektsart som beskrevs av Mckenzie 1945. Parlatoria marginalis ingår i släktet Parlatoria och familjen pansarsköldlöss. Inga underarter finns listade i Catalogue of Life.